# Selfish
《Selfish》是前田敦子的第1張專輯，於2016年6月22日由King Records發售。

## 收錄曲目

### Type A
CD（DISC1）
1. Selfish [3:58]
（作曲・編曲：中村泰輔）
  - TBS週三深夜連續劇『毒島百合子的赤裸裸日記』主題歌
2. 不需要什麼時光機 [4:09]
（作曲・編曲：you-me）
  - 第3張單曲表題曲
3. Sunday drive [4:41]
（作曲・編曲：カワノミチオ）
  - 第2張單曲收錄
4. SEVENTH CHORD [4:17]
（作曲・編曲：渡辺淳）
  - 第4張單曲表題曲
5. 冰冷火焰 [4:08]
（作曲・編曲：山田高弘）
  - 第3張單曲收錄
6. 隱形眼鏡 [4:01]
（作曲・編曲：渡辺和紀）
  - 第4張單曲收錄
7. 故障的紅綠燈 [4:35]
（作曲：奥田もとい、編曲：渡辺和紀）
  - 第3張單曲收錄
8. I'm free [4:22]
（作曲・編曲：菅井達司）
  - 第3張單曲收錄
9. 令人懷念的第一次 [4:17]
（作曲・編曲：若田部誠）
  - 第4張單曲收錄
10. Flower [4:14]
（作曲・編曲：若田部誠）
  - 第1張單曲表題曲
11. 托著臉頰喝咖啡瑪奇朵 [4:18]
（作曲：Myu、編曲：清水哲平）
  - 第1張單曲收錄
12. 你就是我 [3:44]
（作曲：you-me、編曲：佐々木裕）
  - 第2張單曲表題曲
13. 風的手提琴 [3:39]
（作曲：カワノミチオ、編曲：佐々木裕）
  - 第3張單曲收錄
14. 右肩 [5:04]
（作曲：杉山勝彦、編曲：杉山勝彦、森祐太）
  - 第2張單曲收錄

DVD（DISC2）
1. Selfish Music Video[1]
2. Selfish Making of

### Type B
CD（DISC1）
1. Selfish [3:58]
2. 絕望的入口 [3:47]
（作曲：chalaza、編曲：野中“まさ”雄一）
3. 不需要什麼時光機 [4:09]
4. Sunday drive [4:41]
5. SEVENTH CHORD [4:17]
6. 冰冷火焰 [4:08]
7. 隱形眼鏡 [4:01]
8. 故障的紅綠燈 [4:35]
9. I'm free [4:22]
10. 令人懷念的第一次 [4:17]
11. Flower [4:14]
12. 托著臉頰喝咖啡瑪奇朵 [4:18]
13. 你就是我 [3:44]
14. 風的手提琴 [3:39]
15. 右肩 [5:04]

DVD（DISC2）
1. Selfish Music Video
2. 前田敦子 first live“SEVENTH CHORD” at ZEPP Tokyo （part.1）

### Type C
CD（DISC1）
1. Selfish [3:58]
2. 溫柔的再見 [5:21]
（作曲：春川仁志、編曲：若田部誠）
3. 不需要什麼時光機 [4:09]
4. Sunday drive [4:41]
5. SEVENTH CHORD [4:17]
6. 冰冷火焰 [4:08]
7. 隱形眼鏡 [4:01]
8. 故障的紅綠燈 [4:35]
9. I'm free [4:22]
10. 令人懷念的第一次 [4:17]
11. Flower [4:14]
12. 托著臉頰喝咖啡瑪奇朵 [4:18]
13. 你就是我 [3:44]
14. 風的手提琴 [3:39]
15. 右肩 [5:04]

DVD（DISC2）
1. Selfish Music Video
2. 前田敦子 first live“SEVENTH CHORD” at ZEPP Tokyo （part.2）

### Type D
CD
1. Selfish [3:58]
2. 任性的假期 [3:50]
（作曲：加藤菜津美、編曲：板垣祐介）
3. 不需要什麼時光機 [4:09]
4. Sunday drive [4:41]
5. SEVENTH CHORD [4:17]
6. 冰冷火焰 [4:08]
7. 隱形眼鏡 [4:01]
8. 故障的紅綠燈 [4:35]
9. I'm free [4:22]
10. 令人懷念的第一次 [4:17]
11. Flower [4:14]
12. 托著臉頰喝咖啡瑪奇朵 [4:18]
13. 你就是我 [3:44]
14. 風的手提琴 [3:39]
15. 右肩 [5:04]

## 外部連結
- King Records介紹網站（日語）：TypeA（页面存档备份，存于）、Type B（页面存档备份，存于）、Type C（页面存档备份，存于）、Type D（页面存档备份，存于）